# Scopula impicta
Scopula impicta är en fjärilsart som beskrevs av Louis Beethoven Prout 1922. Scopula impicta ingår i släktet Scopula och familjen mätare. Inga underarter finns listade.